# Havoc

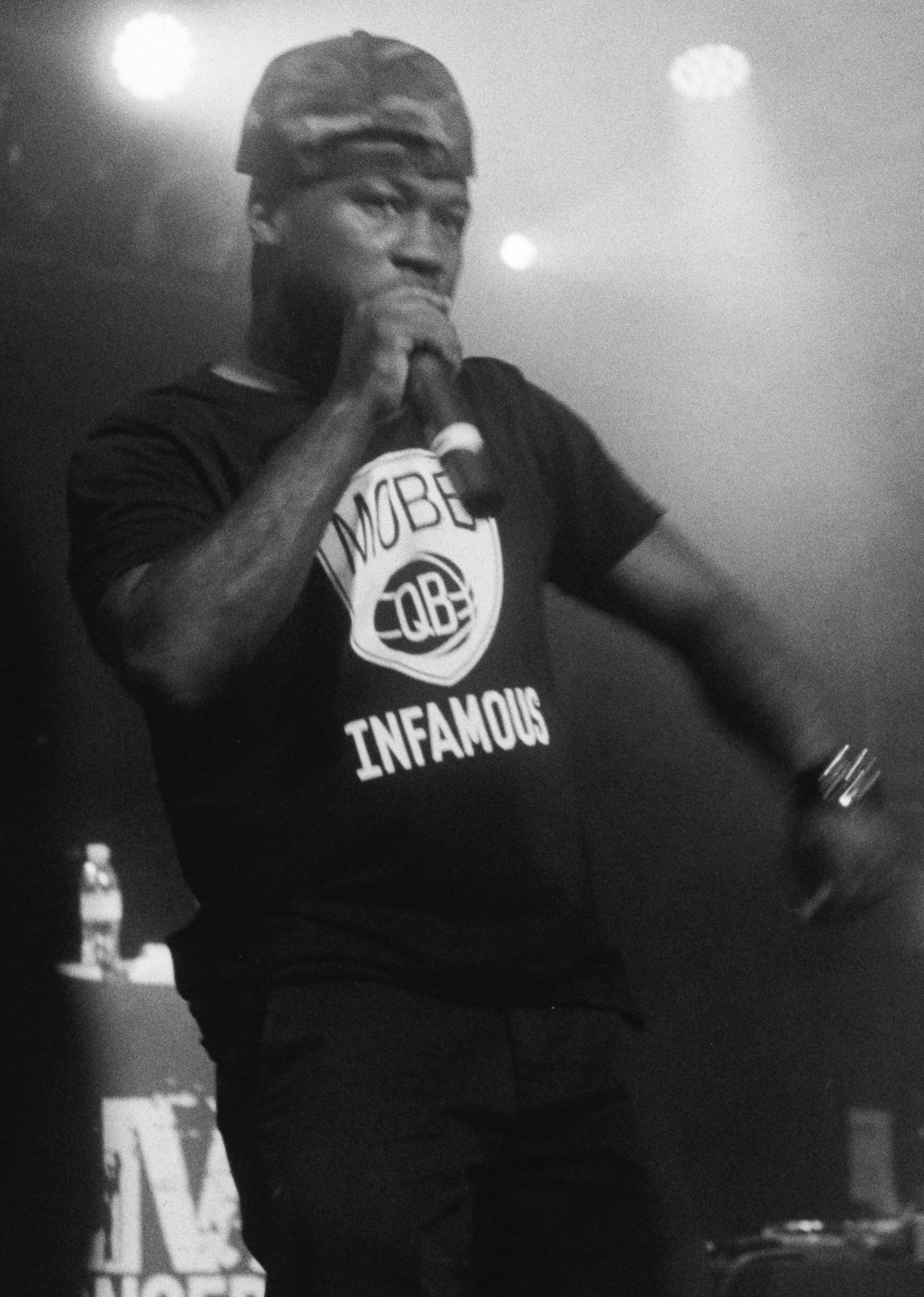
Havoc, 2014.

Kejuan Muchita, mer känd under artistnamnet Havoc, född 21 maj 1974 i Brooklyn, New York, är en amerikansk rappare och hiphopproducent som tillsammans med rapparen Prodigy utgör hiphopduon Mobb Deep. Han växte upp i stadsdelen Queensbridge, New York.
Havoc har även gjort musik för The Game, Nas, LL Cool J, The Notorious B.I.G., G-Unit, Lil' Kim, Jadakiss, Jimmy Mserembo och Method Man. Hans debutalbum som soloartist, The Kush, släpptes 2007. Havoc tillhör nu G-Unit Records.